# Mathilde, ou Mémoires tirés de l'histoire des croisades
Mathilde, ou Mémoires tirés de l’histoire des croisades est un roman français publié par Sophie Cottin en 1805.
L’inépuisable matière de l’amour, qui avait déjà exclusivement défrayé Claire d'Albe, Malvina, Amélie Mansfield les trois premiers romans, alimente avec plus d’ardeur encore, de pureté et de sublime, une quatrième composition. Seulement le cadre change ici, de plus riches couleurs succèdent. Le lecteur sort des classes moyennes de la société pour assister à de hautes aventures et pour contempler des figures princières et royales.
Le roman de Mathilde participe de l’histoire et revêt dès le début d’héroïques allures. Le sujet étant emprunté à la première croisade, l’action se passe vers la fin du XIIIe siècle. Presque aussitôt apparaissent, diversement abaissés ou agrandis, des personnages historiques : Philippe-Auguste et Cœur de Lion, les deux chefs rivaux de l’entreprise, Lusignan, roi de Jérusalem, le vénérable Guillaume, archevêque de Tyr, Josselin de Montmorency, Saladin, l’adversaire des croisés, etc.
De grands caractères, de hauts faits d’armes, des idées chevaleresques, le contraste des mœurs des chrétiens et des Arabes, le luxe de l’Occident opposé à celui de l’Orient, la pompe et l’enthousiasme de la religion, forment autant d’accessoires qui enrichissent et rehaussent le sujet de Mathilde.

## Résumé
La composition de Mathilde n’étant pas du genre purement historique, l’exacte précision des faits et des dates s’y trouve très souvent sacrifiée à l’effet et aux beautés dramatiques. Les deux héros entre autres, Mathilde, sœur de Richard, et Malek-Adhel, frère de Saladin, moins intègrement conservés par l’histoire, ont pu être librement interprétés. Ces deux caractères de Malek-Adhel et de Mathilde se détachent avec un relief soutenu et une couleur admirable du fond où ils sont représentés. Ils éclipsent de leurs rayons tout ce qui apparaît à l’entour ; les belles et douces lueurs de quelques figures accessoires ne jouent que comme des ombres dans l’éclatant tableau. Mathilde est une figure d’une pureté ravissante et d’une idéale perfection. Transportée du cloître paisible où s’est abritée son enfance, sur la terre d’Orient, Mathilde n’aborde aux lieux saints que pour devenir prisonnière du plus terrible ennemi de la chrétienté, du frère même de Saladin, et en être passionnément aimée. Vierge consacrée à Dieu, elle est condamnée à bannir de son cœur l’image d’un ennemi de sa foi ; elle exprime la lutte déchirante d’un amour ardent et naïf contre la toute-puissance de la religion. Tant que le devoir prescrit le silence à la passion, Mathilde, puisant dans sa chasteté même des forces pleines de mystère, abdique avec sérénité toute espérance et toute joie humaines. Mais lorsqu'enfin l’obstacle religieux a disparu, lorsque son amant, près d’expirer, s’est proclamé chrétien, l’énergie longtemps contenue de Mathilde éclate avec un cri sublime de désintéressement. La flamme, réprimée sous le souffle divin, éclate pour éclairer de ses funèbres lueurs le tombeau qui va s’ouvrir aux deux amants.
Malek-Adhel est un héros brillant, chevaleresque, tendre, noble, délicat, exempt de faiblesse, plein de feu et de mélancolie ; c’est le type de la nature humaine dans ce qu’elle a de plus ouvertement généreux et magnifique. Tous les caractères du beau physique et moral s’unissent en lui ; il allie sans effort les qualités charmantes qu’on aime, et les facultés énergiques qu’on admire. En digne amant de Mathilde, qui préfère le monde entier à l’amour, mais préfère encore le devoir à son amour, Malek-Adhel incarne le fantasme occidental du musulman avec les reflets du chrétien au front.
La passion impétueuse qui déborde de Malek-Adhel, d’une part, et le pudique amour qui s’ignore et puis s’effraie de Mathilde, de l’autre, sont décrits au long de scènes variées, graduées avec art jusqu’au moment où la péripétie vient couronner, en les sanctifiant, toutes les épreuves et les souffrances. Détestant sa faiblesse, Mathilde, part et traverse, suivie de quelques Anglais fidèles, le désert à pied pour aller chercher des prières et des conseils qui puissent la calmer auprès d’un pieux ermite. Le remords d’un amour qu’elle accuse lui prête le courage de braver, malgré sa délicatesse et sa timidité, d’excessives fatigues. Lorsque les compagnons de Mathilde sont, pendant sa naïve confession, surpris et tués par une horde d’Arabes, elle ne leur échappe elle-même que par l’arrivée imprévue de Malek-Adhel.
Tous deux repassent ensemble, au milieu de mille dangers, le désert brûlant. Derrière eux, le vent du midi se lève ; à l’horizon apparaissent des colonnes de sable et des nuages rougeâtres et le péril s’accroît d’heure en heure. Abandonnés par les soldats de Malek-Adhel, effrayés par de sinistres augures, ils sont près, seuls et épuisés de fatigue, de périr dans l’immense Thébaïde. La nature entière est muette et vide autour d’eux. Dans ce moment si plein de solennité, la passion de Malek-Adhel s’exalte. Mathilde, qui mourrait plutôt que de ternir sa pureté, est émue de tant d’amour et, inspirée par tout ce qu’il y a d’imposant dans sa situation, avoue innocemment ses sentiments à Malek-Adhel. Admirant le Dieu qui éclate dans la vertu de Mathilde, Malek-Adhel promet d’étudier ses lois. Leurs mains s’unissent, mais, dans cette union toute religieuse, la passion cède à l’ascendant de la chasteté, et les images de volupté s’effacent même de la pensée de Malek-Adhel.

## Analyse
Dans cette succession de scènes émouvantes où se partagent la religion et l’amour, la façon noble, délicate, naturelle, dont l’aveu de Mathilde est amené frappe : les préparations sont aussi simples qu’habilement conçues. Mathilde, type de perfection morale, de pureté angélique et de divine piété, devait difficilement se résoudre à la déclaration d’un amour profane. Jusque-là, non seulement sa bouche s’est refusée à l’aveu, mais elle a instinctivement refoulé dans son cœur un sentiment qui l’effraie et qu’elle comprend à peine. Même après le dévouement sublime de Malek-Adhel, même en face de la mort qui va les atteindre tous deux, elle n’oserait proclamer sa passion pour un musulman. C’est seulement quand Malek-Adhel s’intéresse à la foi chrétienne, que la pieuse Mathilde ose révéler ses sentiments. Le tombeau entrouvert sous ses yeux achève d’absoudre, de sanctifier un amour qui n’offense plus le ciel et appartient déjà à l’éternité. Mathilde garde ainsi intactes, après son aveu, toute sa pureté et toute sa force. D’autre part, ce qui est essentiel à l’intégrité du caractère de Malek-Adhel, cette lutte morale n’entame en rien sa franchise et sa noblesse. En toute autre circonstance, celui-ci ne promettrait rien qui puisse le rendre parjure à sa foi de musulman, de sujet et de frère mais, dans la conviction d’une mort prochaine, en face du désert ardent, là où cesse tout devoir humain, il peut sans scrupule dévouer sa conscience à une religion nouvelle ; et cette intention sincère doit suffire à l’âme confiante de Mathilde.

## Influences
Mathilde, ou Mémoires tirés de l'histoire des croisades a été le sujet de diverses toiles de différents artistes, comme Rosalie Caron, Césarine Davin-Mirvault ou Eugénie Servières.

Toiles de Rosalie Caron au musée de Brou
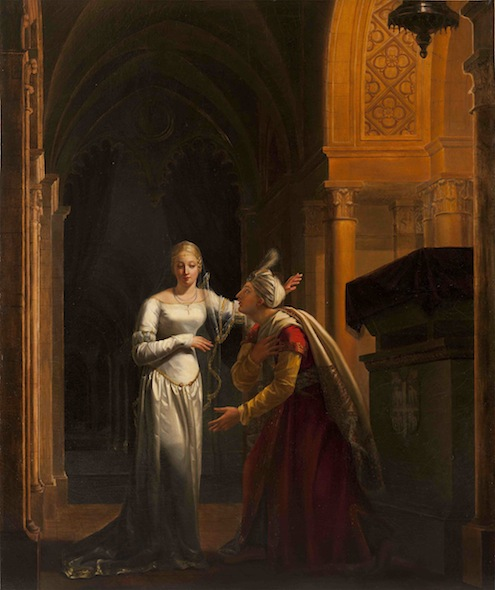
Mathilde et Malek Adhel au tombeau de Montmorency (Salon de 1814).
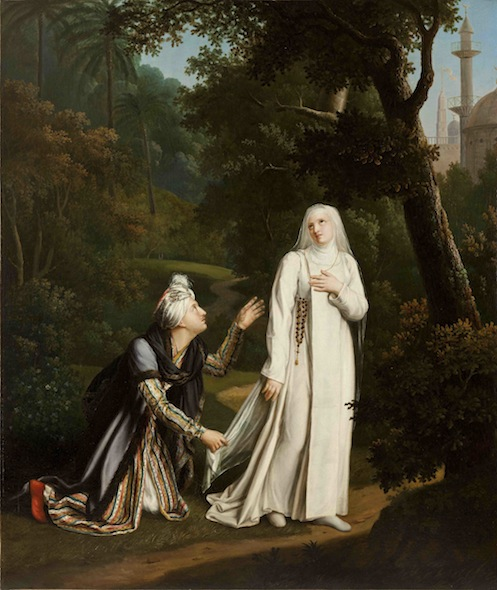
Mathilde surprise dans les jardins de Damiette par Malek Adhel (Salon de 1817).
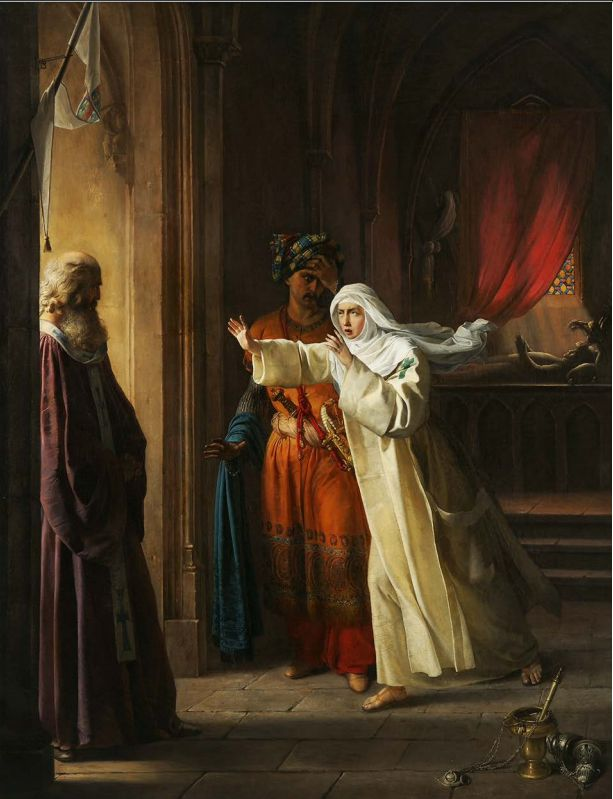
Mathilde et Malek-Adhel surpris dans le tombeau de Montmorency par l'archevêque de Tyr (Salon de 1824).

La critique voit dans ce roman une des inspirations de Chateaubriand pour Les Aventures du dernier Abencerage.

## Source
- Dessalles-Régis, Revue de Paris, p. 266-68.

## Texte en ligne
- Mathilde, ou Mémoires tirés de l’histoire des croisades